# Quentin Kennedy
Nascido em 1520 e morto em 1564, era filho de  Gilbert, segundo conde de Cassillis, sendo educado em Santo André e em Paris.
Começou sua carreira eclesiástica como vigário de Girvan e depois foi para Penpont. Nomeado abade de Crossraguel (como um tio seu) embora não fosse monge. Mostra, assim, como admitiu em «Ane Compendious Tractive», obra de 1558, ser a prova dos abusos que ocorriam na Igreja.
Apesar de não ser completamente oposto aos reformistas protestantes, em um incidente muito famoso desafiou para um debate um famoso chefe protestante, John Willock. O debate jamais ocorreu, e tanto Kennedy quanto Willock acusaram o oponente de evitá-lo.
Kennedy escreveu uma «Oration»  contra John Knox, que entretanto só veio a ser publicada em 1812 de modo que não se sabe o impacto que teria tido na época. Mesmo que Kennedy tenha falhado com Willock, conseguiu seu debate com John Knox. A Assembléia Geral enviou Knox numa viagem de pregação em Ayrshire em 1562 e, desafiado por Kennedy,  Knox se encontrou com ele em  Maybole durante três dias no final de setembro. O debate teve por tema a base escritural da Missa e parece que Kennedy se saiu muito bem.
Embora tenha continuado a celebrar a Missa, apesar do que se fazia contra tais sacerdotes depois de  1563, não foi perseguido.

.
.